# Автошлях B29 (Німеччина)
Федеральний автошлях 29 (B29, нім. Bundesstraße 29)  — німецький федеральний шлях, проходить у федеральних землях Баден-Вюртемберг і Баварія паралельно A8 від Вайблінгену через Ремсталь і A7 до Нердлінгер-Рис. Через чотирисмугові ділянки його також називають "Remstalautobahn".